# Ore (Leven)
Der Ore ist ein Fluss in der schottischen Council Area Fife. Er entsteht als Abfluss des Loch Ore etwa auf halber Strecke zwischen Cowdenbeath und Loch Leven.
Auf den ersten hundert Metern fließt der Ore in östlicher Richtung, dreht dann jedoch für einen Kilometer nach Südsüdosten ab, um schließlich für den größten Teil seines weiteren Verlaufs eine ostnordöstliche Richtung einzuschlagen. Er bildet die Grenze zwischen den Ortschaften Cardenden und Auchterderran und tangiert Thornton im Süden. Etwa einen Kilometer unterhalb von Thornton dreht der Ore für etwa einen Kilometer nach Norden, um dann wenige hundert Meter nach Einmünden des Lochty Burns, seines Hauptzuflusses, wieder nach Nordnordosten zu fließen. Etwa einen Kilometer westlich von Windygates mündet der Ore nach einer Gesamtstrecke von 27 km in den Leven.
Im Unterlauf des Ore werden hohe Eisenkonzentrationen gemessen. Dies ist auf die Einleitung von Minenabwässern in den Lochty Burn zurückzuführen. Der Lauf des Ores wird dreimal von Eisenbahngleisen, auf denen heute die Fife Circle Line verkehrt, sowie von der A92 gequert.